# Nordlunde Sogn
Nordlunde Sogn var et sogn i Lolland Vestre Provsti (Lolland-Falsters Stift).
I 1800-tallet var Nordlunde Sogn anneks til Horslunde Sogn. Begge sogne hørte til Lollands Nørre Herred i Maribo Amt. Horslunde-Nordlunde sognekommune blev ved kommunalreformen i 1970 indlemmet i Ravnsborg Kommune, der ved strukturreformen i 2007 indgik i Lolland Kommune.
1.	december 2024 indgik sognet i Horslunde Sogn
I Nordlunde Sogn ligger Nordlunde Kirke.
I sognet findes følgende autoriserede stednavne:
- Husby (bebyggelse)
- Vester Nordlunde (bebyggelse, ejerlav)